# 久留島通胤
久留島 通胤（くるしま みちたね）は、江戸時代後期の大名。豊後国森藩11代藩主。官位は従五位下・信濃守。

## 略歴
8代藩主・久留島通嘉の七男として誕生。
嘉永5年（1852年）2月16日、甥（異母兄との説もある）で先代藩主の久留島通明が病を理由に隠居したため、その跡を継いだ。嘉永6年11月7日、従五位下信濃守に叙任する。同年、ペリーの来航で国内が混乱すると、通胤は幕府に対して諸藩の意見を広く求めるべき、と薦めている。しかしそれが原因で幕府に疎まれ始め、安政元年（1854年）に勤王的な藩士2名が脱藩すると、幕府から嫌疑をかけられることを恐れて老臣5名を辞任させ、幕府に謝罪するなど、開明的ではあったが小藩さながらの力の無さを露呈させてしまった。安政2年12月29日、禁裏造営の手伝いを命じられる。
安政6年（1859年）11月、32歳で死去し、長男・通靖が跡を継いだ。法号は叡泰院。

## 系譜
父母
- 久留島通嘉（父）

子女
- 久留島通靖（長男）
- 久留島通簡（次男）
- 千勢子 ー 伊東祐麿夫人